# 邁阿密大獎賽
邁阿密大獎賽﹙英語：）是一級方程式賽車賽事，在2022年開始起舉辦十屆賽事。比賽在位於美国国旗迈阿密加登斯硬石体育场旁邊的迈阿密国际赛道上舉行。

## 歷史
2018年，邁阿密大獎賽作為一級方程式世界錦標賽分站的提案提交至迈阿密市政府，並提議2019年起作為分站賽事的初步日期。 由於邁阿密港的建設和開發計劃出現問題，因此改為提交了2021年在硬石体育场舉行賽事的提案。 最終這個提案未能加入2021年的賽程，因為一級方程式賽車官方決定2021年賽季加入首屆沙特阿拉伯大獎賽。而邁阿密大獎賽會在2022年起加入賽程，比賽在迈阿密国际赛道上舉行，並且已經簽約為期十年的合同。2025年5月，一级方程式官方宣布与迈阿密大奖赛再次续约10年，至2041年。

## 赛道列表
賽道是專為一級方程式賽車賽事而設計，並且提出並測試了幾種可能的賽道設計。 硬石体育场的持有人史蒂芬·羅斯在最初的設計公佈前，就一直試圖吸引一级方程式赛车來到迈阿密。

## 賽事名稱
- Crypto.com邁阿密大獎賽﹙Crypto.com Miami Grand Prix）[3] 2022–現在

## 冠軍

### 多次奪冠車手
粗體表示該車手現在仍參加世界一級方程式錦標賽
| 次數 | 車手            | 年度       |
| ---- | --------------- | ---------- |
| 2    | 馬克斯·維斯塔潘 | 2022、2023 |

### 多次奪冠車隊
粗體表示該車隊現在仍參加世界一級方程式錦標賽
| 次數 | 車隊   | 年度       |
| ---- | ------ | ---------- |
| 2    | 迈凯伦 | 2024、2025 |
| 2    | 紅牛   | 2022、2023 |

### 歷屆冠軍
| 年份 | 車手              | 車隊              | 賽道           | 報告 |
| ---- | ----------------- | ----------------- | -------------- | ---- |
| 2025 | 奥斯卡·皮亚斯特里 | 迈凯伦–梅赛德斯   | 邁阿密國際賽道 | 报告 |
| 2024 | 蘭多·諾里斯       | 麥拉倫–梅賽德斯   | 邁阿密國際賽道 | 報告 |
| 2023 | 馬克斯·維斯塔潘   | 紅牛–本田紅牛動力 | 邁阿密國際賽道 | 報告 |
| 2022 | 馬克斯·維斯塔潘   | 紅牛–紅牛動力     | 邁阿密國際賽道 | 報告 |